# هن‌تنگ ایکس۵
هن‌تنگ ایکس۵ (به انگلیسی: Hanteng x5) نام خودروی چینی است که در سال ۲۰۱۶ معرفی و در سال ۲۰۱۷ توسط شرکت جیانگشی هن‌تنگ (به انگلیسی: Jiangxi Hanteng) به تولید رسید. همچنین این خودرو از مؤسسه C-NCAP چین پنج ستاره ایمنی دریافت کرد. این خودرو در کلاس کامپکت کراس‌اوور قرار دارد. این ماشین مدتی در ایران توسط عظیم خودرو عرضه شد و سپس عرضه اش متوقف شد

## بررسی اجمالی
هن‌تنگ ایکس۵ در نمایشگاه خودروی گوانگ‌ژو ۲۰۱۶ معرفی شد. ایکس۵ که دومین محصول هن‌تنگ به‌شمار می‌آید، یک کراس‌اوور کوچک است که از نظر ابعادی یک کلاس پایین‌تر از هن‌تنگ ایکس۷ قرار می‌گیرد.

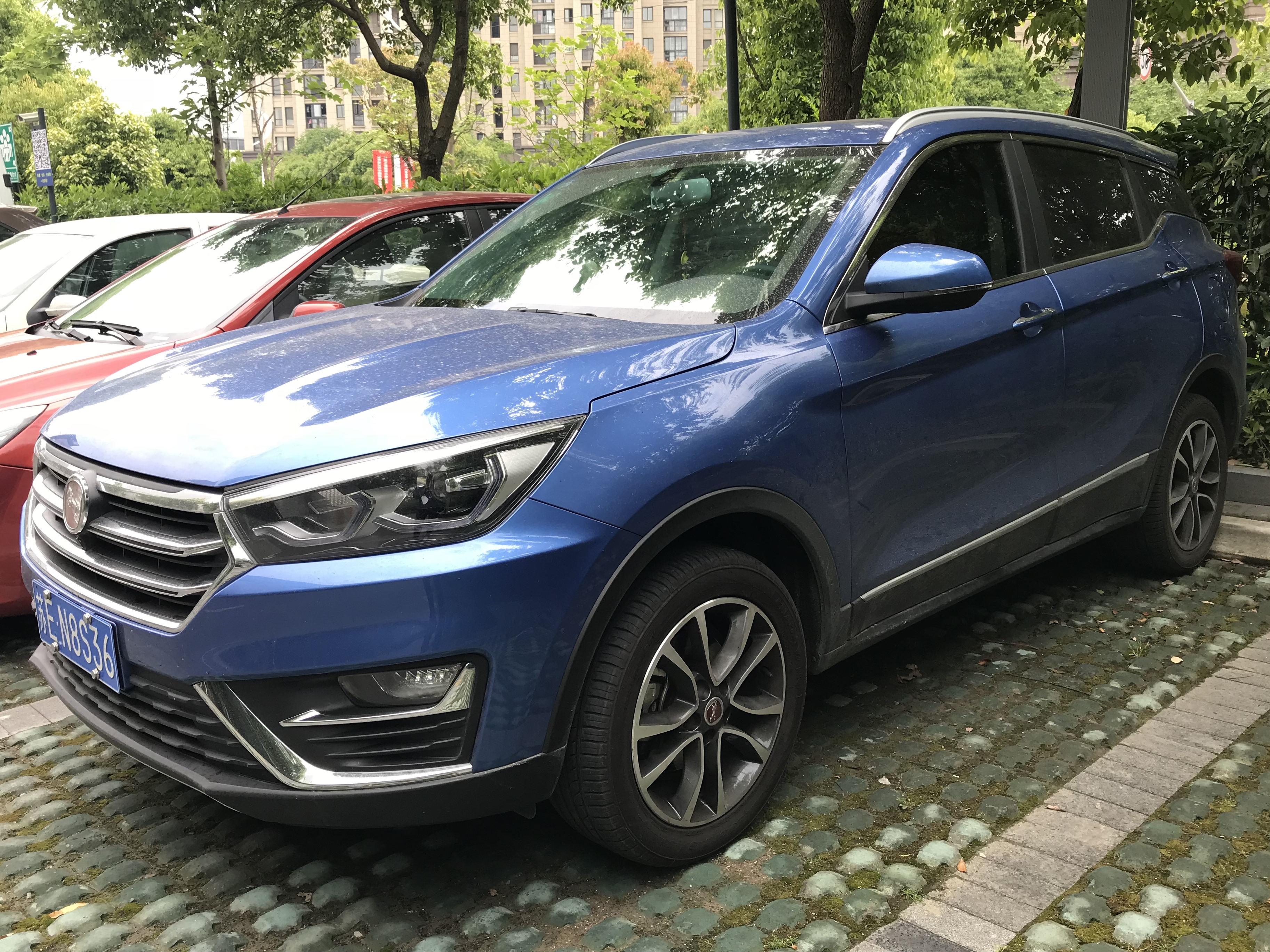
نمای جلوی هن‌تنگ ایکس۵
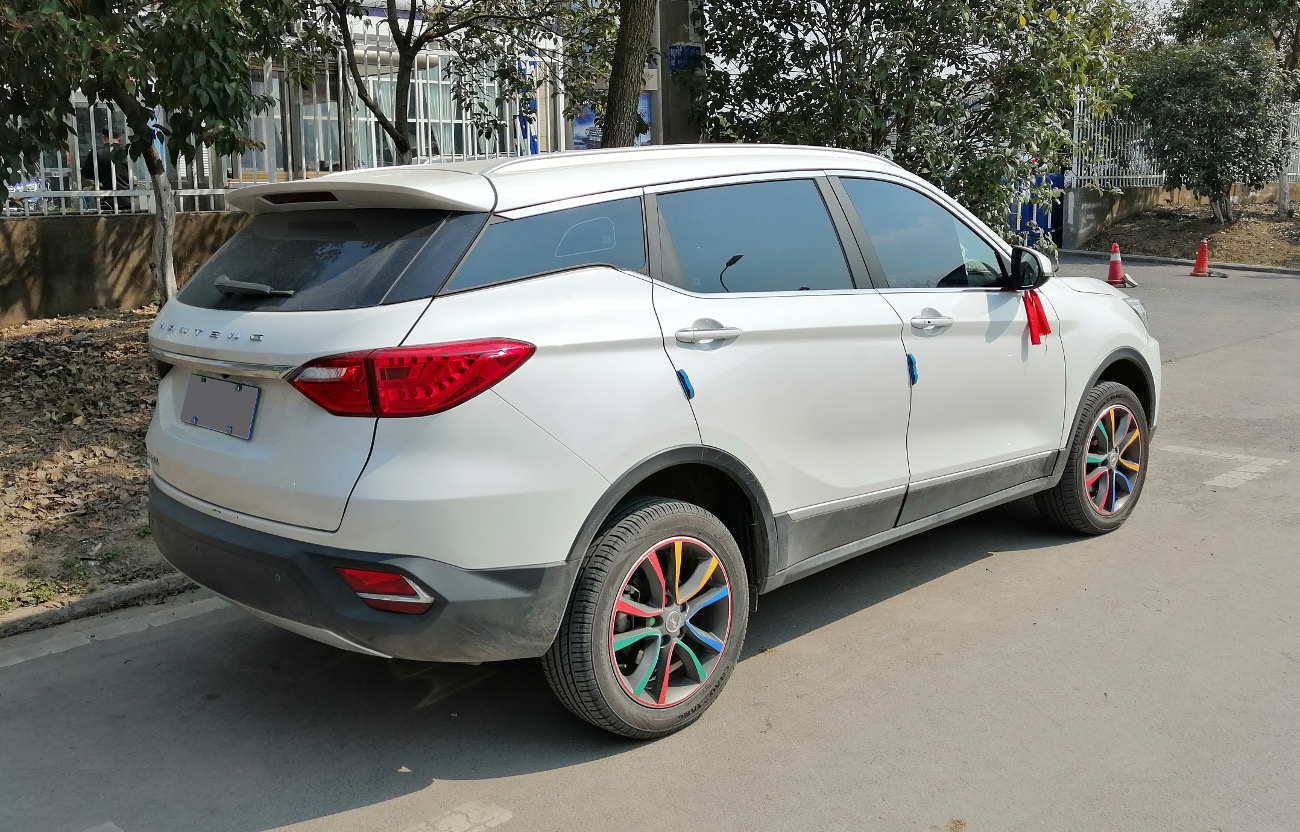
نمای عقب هن‌تنگ ایکس۵

مدل فیس‌لیفت این خودرو در نمایشگاه خودروی گوانگ‌ژو ۲۰۱۸ معرفی و بعدها با مدل سال ۲۰۲۰ عرضه شد.

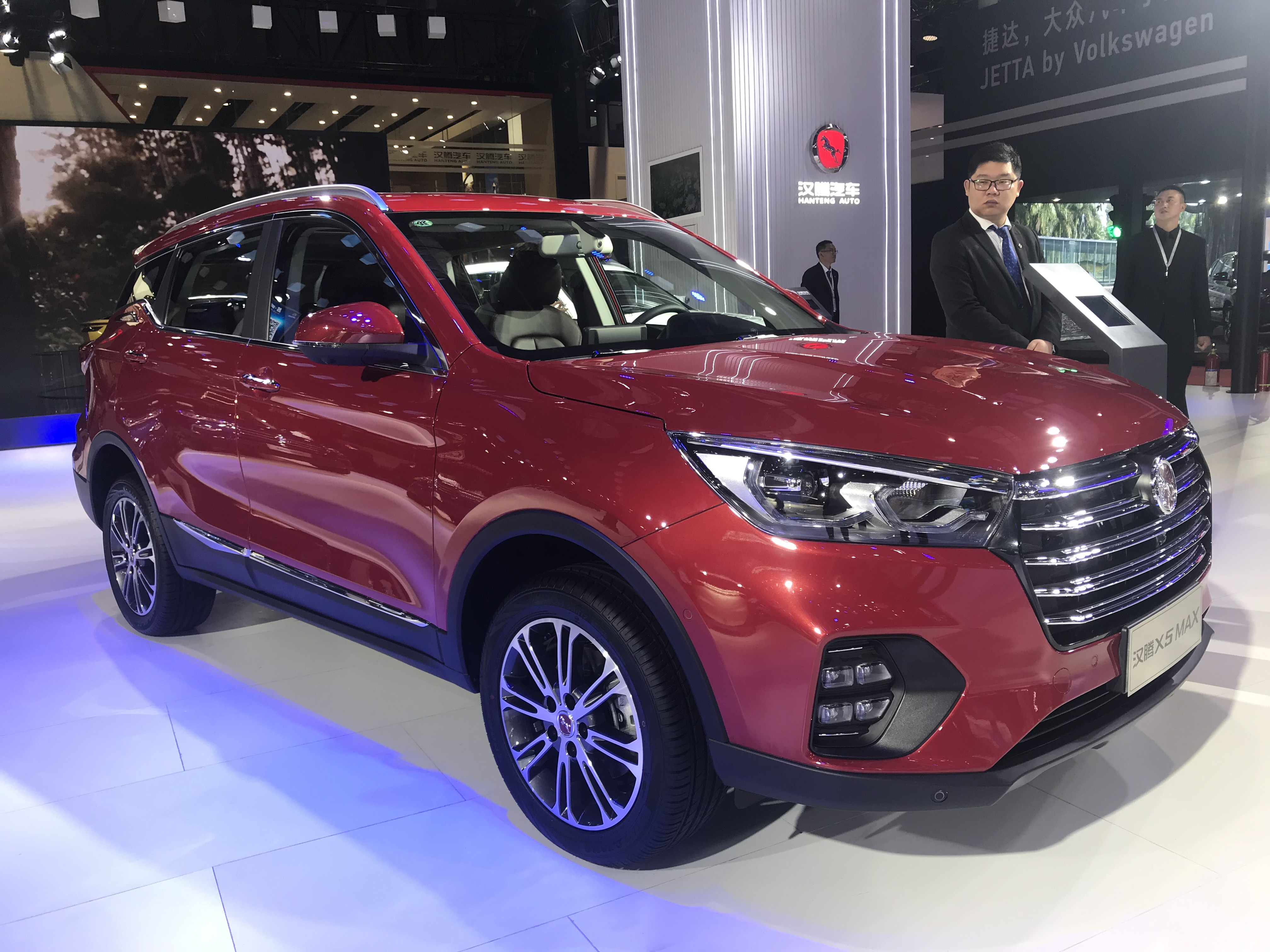
نمای جلوی هن‌تنگ ایکس۵ مکس
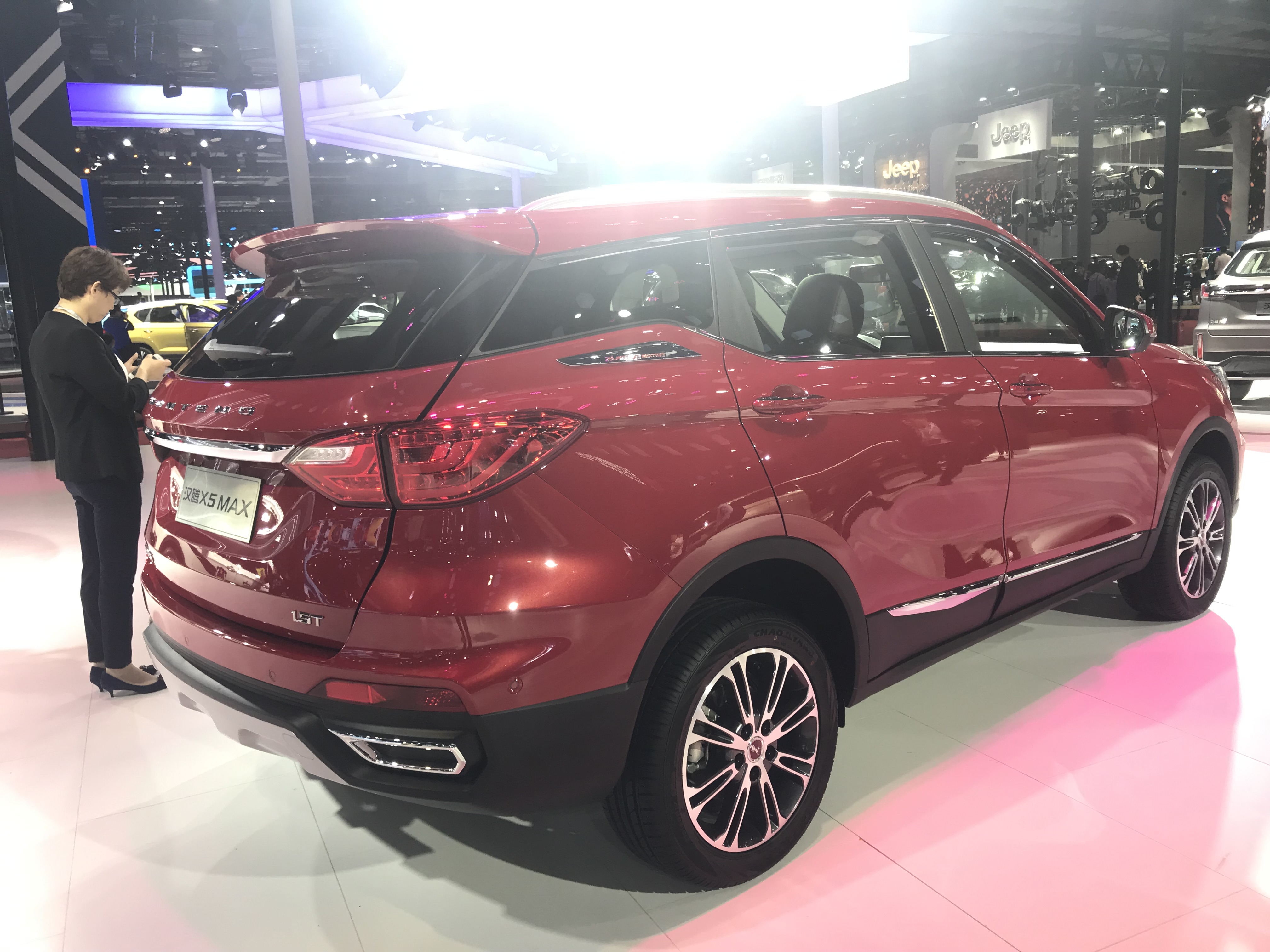
نمای عقب هن‌تنگ ایکس۵ مکس

### نمای داخلی
در داخل کابین هن‌تنگ ایکس۵ یک فرمان سه شاخه، نمایشگر ال‌سی‌دی ۸٫۸ اینچی، برش چوب جامد و تزئینات فلزی تزئین‌شده با روکش فلزی و کنسول مرکزی قرار دارد.

### پیشرانه
هن‌تنگ ایکس۵ به یک موتور ۱٫۵ لیتری توربوشارژر بنزینی مجهز است که ۱۵۴ اسب بخار قدرت و ۲۱۵ نیوتن متر گشتاور تولید می‌کند. این موتور با یک جعبه‌دندهٔ ۵ دندهٔ دستی یا یک جعبه‌دندهٔ CVT عرضه می‌شود.

### مشخصات فنی
- نوع موتور: ۱٫۵ لیتری توربوشارژر
- حداکثر توان موتور: ۱۵۴ اسب بخار
- گشتاور تولیدی: ۲۱۵ نیوتون متر
- استاندارد آلایندگی: یورو 5 EURO V
- حداکثر سرعت: ۱۸۰ کیلومتر بر ساعت
- نوع گیربکس: CVT
- محور محرک: جلو 2WD
- ظرفیت سرنشینان: ۵ نفر
- وزن خالص: ۱۴۹۸ کیلوگرم
- ظرفیت باک سوخت: ۴۸ لیتر
- میزان مصرف سوخت ترکیبی: ۷٫۷ لیتر
- سیستم ترمز جلو-عقب: دیسکی خنک شونده-دیسکی
- سایز تایر: T215/60/R17
- سایز تایر زاپاس: T135/90/R17

## هن‌تنگ ایکس۵ ئی‌وی
در سال ۲۰۱۸ هن‌تنگ از یک خودروی پروتوتایپ برقی با نام هن‌تنگ ایکس۵ ئی‌وی رونمایی کرد. این خودرو نسخهٔ برقی هن‌تنگ ایکس۵ است.

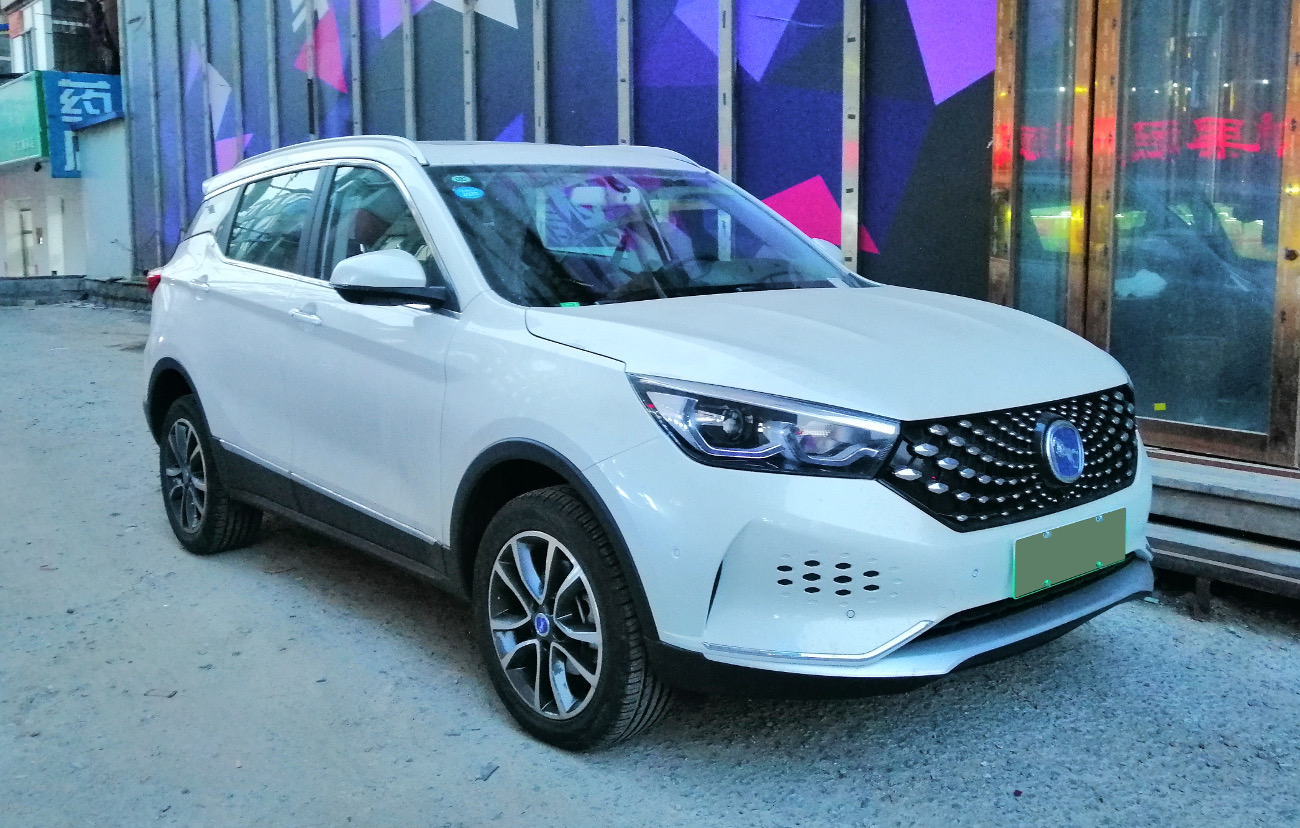
نمای جلو
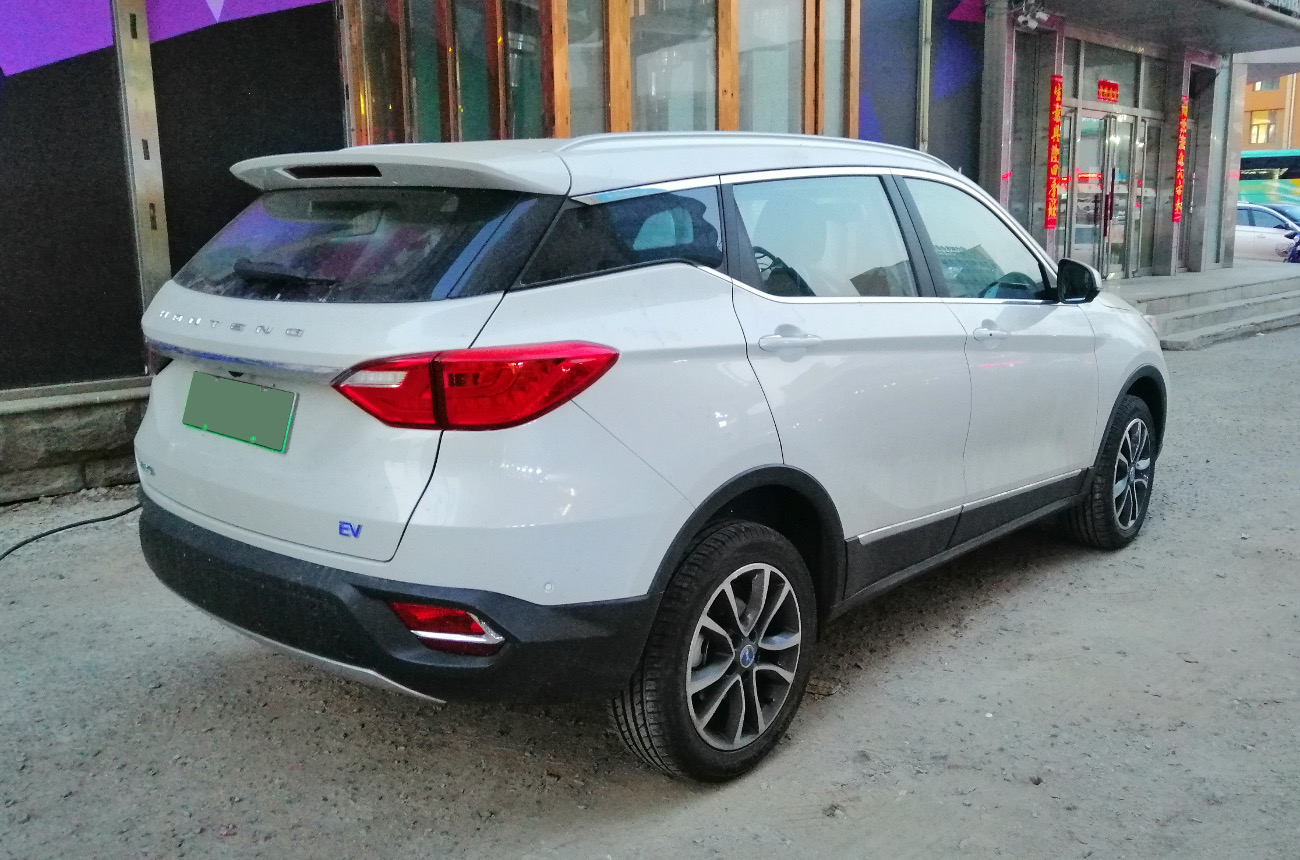
نمای عقب